# Gabriel Horacio González
Gabriel Horacio González  (n. General Gelly, Provincia de Santa Fe, 13 de noviembre de 1980) es un futbolista argentino. Ya no se desempeña como delantero en el club argentino Club Atlético Douglas Haig.

## Carrera
Comenzó su carrera profesional en el Club Atlético Douglas Haig donde jugó hasta el 2003 y es uno de los máximos goleadores de Douglas en la historia del Torneo Argentino A.
Luego recalo en Huracán de Tres Arroyos donde estuvo hasta el 2007, durante todo el tiempo que permaneció en el club logró un histórico ascenso a primera división en el 2004.
Para la temporada 2007-2008 firmó por Godoy Cruz donde volvió a conseguir un ascenso a primera división pero durante la primera parte de la temporada en primera división es descartado por el entrenador por diferencias con él, por lo que fue cedido a Atlético Tucumán, aunque tampoco fue tenido en cuenta. Por este motivo en diciembre de 2008 se sella su cesión a Santiago Wanderers, club que milita en la Primera B del fútbol chileno.
El 1 de diciembre de 2008 es presentado en su nuevo club junto con otros refuerzos. Su primer gol por el cuadro caturro fue en un amistoso contra la Universidad de Concepción y aquel gol le daría la victoria a su equipo. Tras un mal Torneo de Apertura donde no mostró sus pergaminos tuvo su oportunidad de mostrarse tras la salida de Joel Soto y llegada de Humberto Zuccarelli quien lo colocó como titular en el Torneo de Clausura donde se destapó y logró convertir varios goles y convertirse en figura en varios partidos logrando el ascenso a la Primera División. Finalizada la temporada 2009 finalizó su préstamo en el cuadro caturro y esta a la espera de saber su futuro. Tras el ascenso se esperaba que siguiera jugando en Primera División pero el club dueño de su pase, Godoy Cruz, no quiso alargar el préstamo por
lo cual tuvo que regresar a Argentina.
Tras volver a Argentina Godoy Cruz no lo tenía en sus planes por lo cual decide enviarlo a préstamo por seis meses a Club Atlético Douglas Haig donde aun es recordado como ídolo del club.
Entre el 2011 y 2012, disputó con Douglas Haig, el Torneo Argentino A donde fue el goleador del equipo campeón con 11 tantos, fue figura y pilar fundamental del gran equipo que logró un ascenso histórico al Nacional B. Convirtió 11 goles, entre los más destacados se encuentran los goles a Racing de Córdoba, Sportivo Belgrano y Defensores de Belgrano de Villa Ramallo por el Undecagonal. Además, en la 1.ª Fase le convirtió 1 gol a Deportivo Maipú en el 4-1 en Pergamino, 7 días más tarde, convirtió un doblete, para darle otra victoria a Douglas, esta vez 3-0. Comenzaba la segunda rueda de la 1.ª fase: Douglas visitaba a Rivadavia de Lincoln y el "Bibi" convirtió otro doblete, para darle otra victoria más por 2-0 a Douglas. Nuevamente de local, Douglas consiguió una victoria importantísima ante un rival directo de la 1.ª fase: Defensores de Belgrano de Villa Ramallo, el partido culminó 5-3 a favor del Fogonero y González convirtió 2 de penal. Su último gol en la 1.ª fase fue en Mendoza, nuevamente ante Maipú, convirtió el 1.er gol del partido, que terminaría igualado en 1. Así, el Bibi fue fundamental en el Ascenso de Douglas al Nacional B convirtió 11 goles importantísimos para que el equipo del cual es hincha, vuelva a la Segunda División del fútbol argentino.

## Clubes
| Club                             | País      | Temporadas  |
| -------------------------------- | --------- | ----------- |
| Douglas Haig                     | Argentina | 2000 - 2003 |
| Huracán de Tres Arroyos          | Argentina | 2003 - 2007 |
| Godoy Cruz                       | Argentina | 2007 - 2008 |
| Santiago Wanderers               | Chile     | 2009        |
| Douglas Haig                     | Argentina | 2010 - 2013 |
| Atlético Unión de Mar del Plata  | Argentina | 2013 - 2014 |
| UD General Rojo                  | Argentina | 2014        |
| Unión Villa Krause (San Juan)    | Argentina | 2015        |
| Sarmiento de Resistencia         | Argentina | 2016        |
| Unión Villa Krause (San Juan)    | Argentina | 2016 - 2017 |
| Sportivo Desamparados (San Juan) | Argentina | 2017 - 2018 |
| Sportivo Peñarol                 | Argentina | 2019 - 2021 |

## Títulos
| Título             | Club                    | País      | Año  |
| ------------------ | ----------------------- | --------- | ---- |
| Primera B Nacional | Huracán de Tres Arroyos | Argentina | 2005 |
| Primera B Nacional | Godoy Cruz              | Argentina | 2008 |
| Torneo Argentino B | Douglas Haig            | Argentina | 2010 |
| Torneo Argentino A | Douglas Haig            | Argentina | 2012 |